# Bait ul-Islam (Maple)

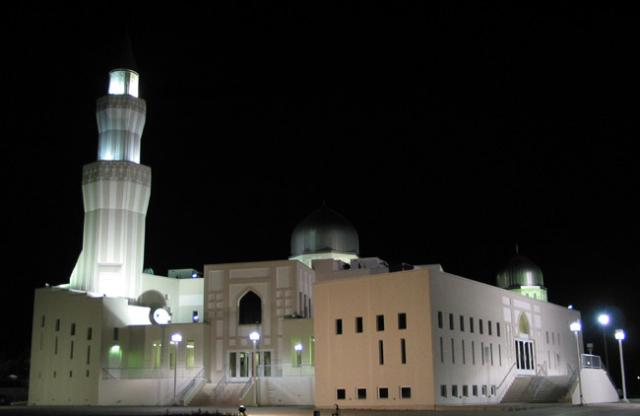
Bait ul-Islam

Das Bait ul-Islam (Urdu بیت الاسلام DMG Baīt al-Islām, deutsch ‚Haus des Islam‘) ist eine Moschee der Ahmadiyya Muslim Jamaat in Vaughan im Norden Torontos in Kanada.
Es wurde am 17. Oktober 1992 in der Gegenwart des Khalifat ul-Massih IV. und vieler Mitglieder des Parlaments eröffnet. Die Moschee besitzt ein Minarett und zwei Kuppeln.
Umliegende Gemeinden erklärten den 16. bzw. 17. Oktober 1992 zum „Ahmadiyya-Moschee Tag“ und die Woche vom 16. bis 23. Oktober 1992 zur „Ahmadiyya-Moschee Woche“.

## Peace Village
Das Peace Village ist ein Siedlungsprojekt von 260 Häusern erbaut auf 50 Hektar Land in dem Stadtteil Maple, einen Spaziergang von der Moschee Bait ul-Islam entfernt. Alle neun Straßen des Quartiers sind benannt nach den Kalifen und anderen prominenten Ahmadi-Anhängern. Die Hauptstraße heißt Ahmadiyya Allee und es gibt dort auch einen „Ahmadiyya Park“ genannten öffentlichen Park.
Die Bebauung wurde am 5. April 1999 begonnen.

## Jamia Ahmadiyya
Das Bait ul-Hamd (Ortslage) in der Nähe gelegen in Mississauga (südwestlich von Toronto), dient als Jamia Ahmadiyya (Ausbildungszentrum für Missionare) für Nordamerika.